# Rørvig Kirke
Rørvig kirke er en kirke midt på Rørvig-halvøen (Nakkeland), nordøst for Nykøbing Sjælland på Odsherred.
Kirken ligger i dag midt i et udbygget sommerhusområde, men da den blev opført omkring år 1200-1250 var den i centrum af en byen Rørvig. Byen blev dog flyttet pga. sandflugt. Kirken er karakteristisk med sin gule farve.
Tidligere var området forblæst og med ringe vegetation, og kirken fungerede derfor også som sømærke.
Ud mod Kattegatkysten nord for kirken findes Rørvig Sandflugtsplantage fra 1867.
- Døbefont